# Tommy Johnson
Tommy Clarence Fredrik Johnson (født 5. december 1931 i Stockholm, død 17. juli 2005 samme sted) var en svensk skuespiller, der i sin karriere havde arbejde på eksempelvis Uppsala stadsteater og Malmö stadsteater. Han fik sin filmdebut i Piger uden værelse (1953), der er instrueret af Arne Ragneborn. Johnson medvirkede også i film som Brødrene Løvehjerte (1977) og Manden fra Mallorca (1984), ligesom han var aktiv i forskellige tv-serier. I 1988 blev han tildelt Cornelis Vreeswijk-stipendiet.
Tommy Johnson var gift fire gange og fik 3 børn, deriblandt Maria Johnson (født 1965), der også er skuespiller. Han ligger begravet på Skogskyrkogården i Stockholm.

## Udvalgt filmografi
- Piger uden værelse (1956, ukrediteret)
- Raggare! (1959)
- Sovekammertyven (1959, ukrediteret)
- Vi på krageøen (tv-serie, 1964)
- Kråkguldet (tv-serie, 1969)
- Någonstans i Sverige (tv-serie, 1973-1974)
- Mandagene med Fanny (1977)
- Brødrene Løvehjerte (1977)
- Rasmus på farten (1981)
- Klippet (1982)
- Den anden dans (1983)
- Manden fra Mallorca (1984)
- Korset (tv-serie, 1985)
- Gösta Berlings saga (tv-serie, 1986)
- Slangebøssen (1993)
- Rederiet (tv-serie, 1994)
- Pippi Langstrømpe (animationsfilm, 1997)
- Spring for livet (1997)
- Peddersen og Findus - fornemt besøg (animationsfilm, 2000)
- Naken (2000)
- Underdrifter (kortfilm, 2005)